# Organogenesi
L'organogenesi è il meccanismo di costruzione e crescita delle varie parti dell'embrione che rispetta parametri quantitativi e qualitativi tali da far riconoscere un individuo come appartenente a una determinata specie.
Si può iniziare a parlare di organogenesi quando l'embrione ha raggiunto lo stadio di gastrula.
Da ogni foglietto della gastrula si formano organi diversi elencati in tabella:
| Foglietto germinativo | Organi e tessuti dell'adulto |
| --------------------- | --- |
| Ectoderma             | Epidermide e suoi derivati (organi pilo-sebacei, ghiandole sudoripare, unghie e squame); rivestimento di bocca e ano; recettori sensoriali dell'epidermide; cornea e cristallino; sistema nervoso; midollare della ghiandola surrenale; smalto dentale; epitelio delle ghiandole epifisi ed ipofisi.                    |
| Endoderma             | Epitelio del canale digerente (tranne quello orale e rettale); epitelio dell'apparato respiratorio; fegato; pancreas; tiroide; paratiroidi; timo; epitelio dell'uretra; vescica urinaria; apparato riproduttore. |
| Mesoderma             | Corda dorsale; apparato scheletrico; apparato muscolare; apparato circolatorio e linfatico; apparato escretore; apparato riproduttore (ad eccezione delle cellule germinali che iniziano il differenziamento durante la segmentazione); derma; rivestimenti delle cavità corporee; corteccia delle ghiandole surrenali. |